# Wełeteń
Wełeteń (ukr. Велетень, do 2024 Perszotrawnewe, ukr. Першотравневе) – wieś na Ukrainie, w obwodzie charkowskim, w rejonie czuhujewskim, w hromadzie Zmijiw. W 2020 liczyła 1856 mieszkańców.